# Пліозаврові
Пліозаврові (Pliosauridae) — родина вимерлих морських мезозойських плазунів ряду плезіозаврів (Plesiosauria). Від інших плезіозаврів відрізнялися короткою шиєю.

## Класифікація

### Систематика

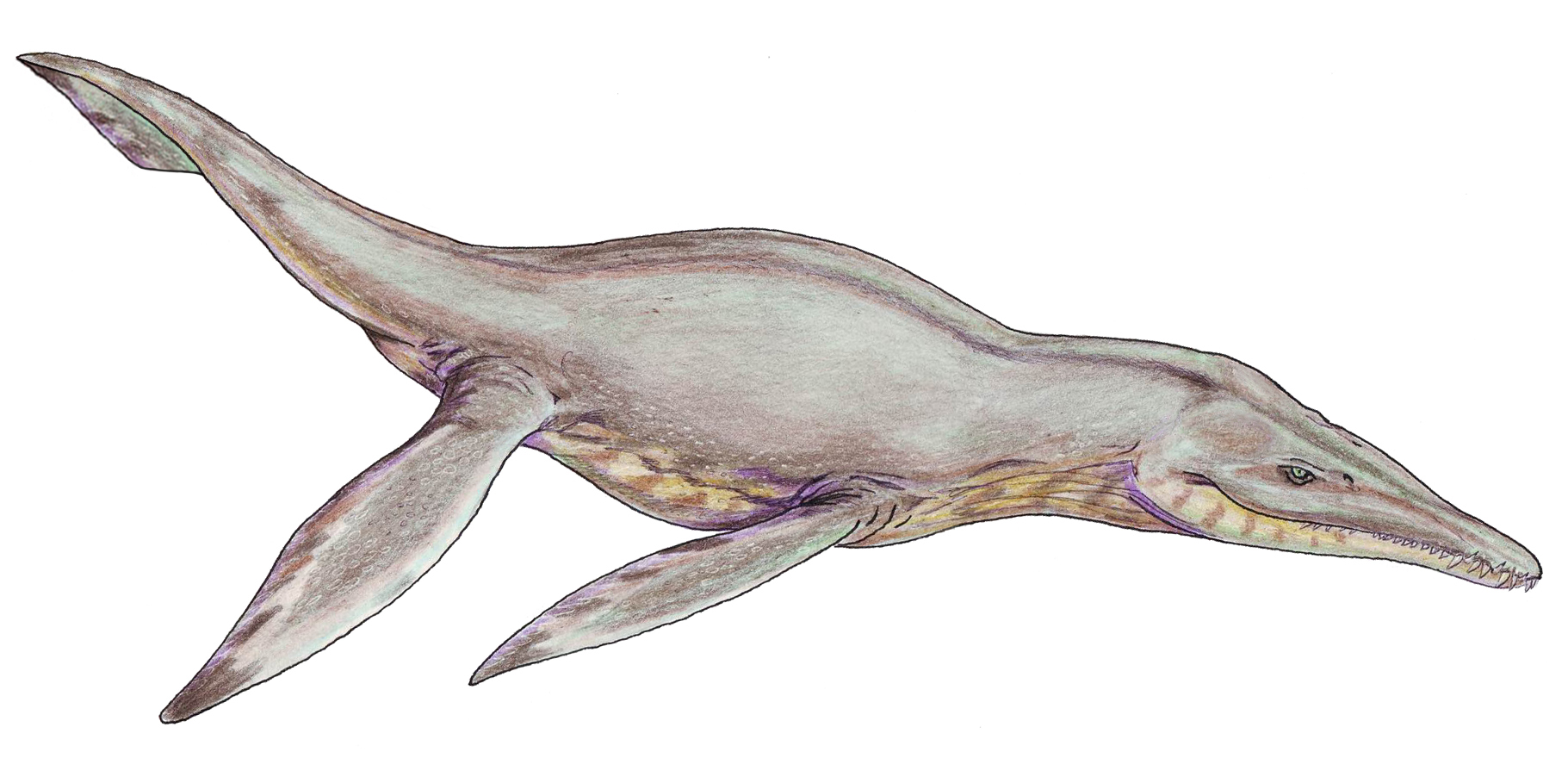
Pliosaurus brachydeirus

- Родина Пліозаврові (Pliosauridae)
  - Attenborosaurus
  - Brachauchenius
  - Gallardosaurus[1]
  - Hauffiosaurus
  - Kronosaurus
  - Liopleurodon
  - Marmornectes
  - Peloneustes
  - Pliosaurus
  -  ? Polyptychodon
  - Simolestes
  - Thalassiodracon

### Філогенія
Філогенетична кладограма згідно з дослідженням Benson & Druckenmiller (2014).